# Distretto di Mueang Pan
Il distretto di Mueang Pan (in thailandese: เมืองปาน) è un distretto (amphoe) della Thailandia, situato nella provincia di Lampang.